# Kis-Karacsáj járás

A Kis-Karacsáj járás Karacsáj- és Cserkeszföldön

A Kis-Karacsáj járás (oroszul Малокарачаевский район, karacsáj nyelven Гитче Къарачай район) Oroszország egyik járása Karacsáj- és Cserkeszföldön. Székhelye Ucskeken.

## Népesség
- 1989-ben 36 860 lakosa volt.
- 2002-ben 39 456 lakosa volt, melyből 33 428 karacsáj (84,7%), 3 396 abaz (8,6%), 1 124 orosz (2,4%), 137 nogaj, 75 ukrán, 35 cserkesz, 10 oszét, 8 görög.
- 2010-ben 43 318 lakosa volt, melyből 37 643 karacsáj (87,5%), 3 373 abaz (7,8%), 939 orosz (2,2%), 114 nogaj, 40 cserkesz.

Az abaz nemzetiségű lakosság főleg Krasznyij Vosztok településen él.